# جيل هوفمان
جيل هوفمان (بالإنجليزية: Jill Hoffman)‏ هي كاتِبة وشاعرة أمريكية، ولدت في 3 ديسمبر 1938.